# 처녀 파티

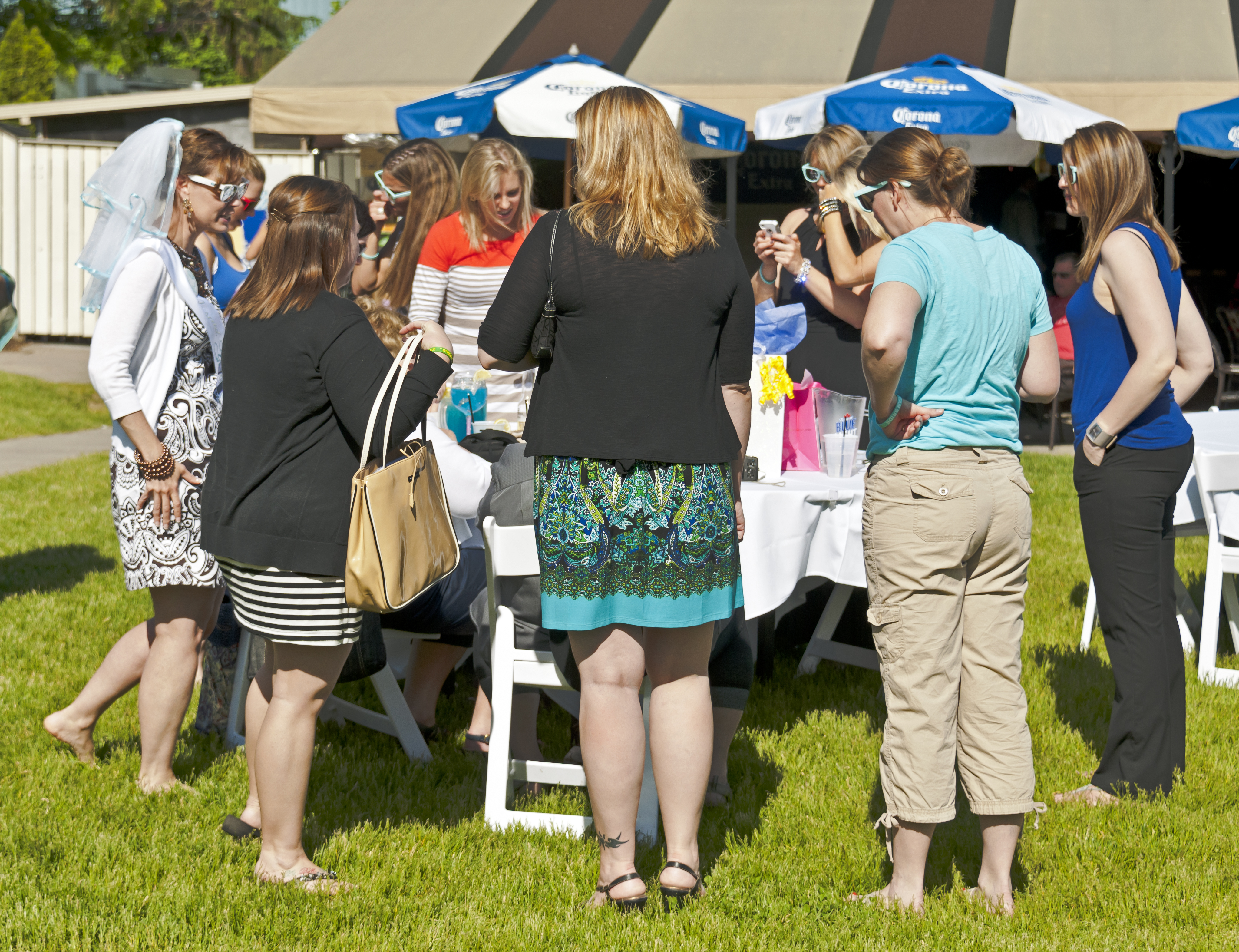
왼쪽에는 예비 신부가 베일을 쓰고 있는 미국의 독신자 파티가 있다.

처녀 파티(Bachelorette party)는 결혼식 전날 신부의 여성 친구들이 모여서 신부와 파티에 참여하는 것을 말한다.

## 같이 보기
- 총각 파티